# 스코틀랜드 노동당
스코틀랜드 노동당(----- 勞動黨, 영어: Scottish Labour Party, 스코틀랜드 게일어: Pàrtaidh Làbarach na h-Alba, 스코트어: Scots Labour Pairty)은 스코틀랜드의 정당이다. 현재 스코틀랜드 국민당, 스코틀랜드 보수당 다음으로 의석을 확보하고 있으며, 스코틀랜드 지역 내에서는 제3당이며 스코틀랜드 의회에서는 제3야당을 유지하고 있다.

## 역대 선거 결과

### 유럽의회 선거
| 선거 | 득표율 | 의석수 |
| ---- | ------ | ------ |
| 1979 | 33.0%  | 2 / 8  |
| 1984 | 40.7%  | 5 / 8  |
| 1989 | 41.9%  | 7 / 8  |
| 1994 | 42.5%  | 6 / 8  |
| 1999 | 28.7%  | 3 / 8  |
| 2004 | 26.4%  | 2 / 7  |
| 2009 | 20.8%  | 2 / 6  |
| 2014 | 25.9%  | 2 / 6  |